# 龍水里 (高雄市)
龍水里位於臺灣高雄市鼓山區東北部，係於1990年由龍子、明誠二里分出後合併成立的里，為人口快速成長之里。截至2024年底，全境人口計有35,127人，是中華民國人口第二多的村里（僅次於左營區福山里），聚集鼓山區內接近四分之一的人口。
在明鄭時期即設有渡口，為三塊厝以南和左營舊城之間的通道。

## 地名由來
龍水里的地名由來有兩種說法：
- 當地灌溉水源來自龍泉寺旁的龍目井，故稱為龍水。
- 愛河河道彎曲，有如龍的形狀，所以稱為龍水。

## 人口
高雄縣市合併後初期，2011年1月龍水里人口計有18,496人，人口持續穩定正成長，僅有四個月為負成長，其後陸續超越明誠里及楠梓區的清豐里、三民區的鼎泰里、左營區的新上、菜公兩里等5個里。根據高雄市政府民政局統計，2024年底龍水里戶數計有15,718戶，人口計有35,127人，是鼓山區人口最多的里，也是高雄市人口第二多的里，亦為中華民國人口第二多的村里。在年齡構成中，分別有22.01%的幼年人口、66.35%的壯年人口、11.64%的老年人口，是鼓山區人口平均年齡最低的里。

## 交通
- █ 環狀輕軌內惟藝術中心站
- █ 環狀輕軌美術館站
- █ 環狀輕軌聯合醫院站